# リチャード・ジェサップ
リチャード・ジェサップ（Richard Jessup, 1925年1月2日 – 1982年10月22日）はアメリカの小説家。別名リチャード・テルフェア（Richard Telfair）。

## 経歴
ジョージア州サヴァナ生まれ。商船の船員を経て作家となる。テレビや映画の脚本のほか、多彩なジャンルの小説を執筆。代表作である『摩天楼の身代金』は、卓抜なアイデアを駆使した犯罪小説の傑作として知られる。
他には、アラパホ族インディアン虐殺の唯一の生存者を描いた映画『砦のガンベルト Chuka』の原作と脚本を執筆した。映画ではロッド・テイラーが主演した。また、ポーカーを題材としスティーヴ・マックイーン主演で映画化された『シンシナティ・キッド』があるほか、リチャード・テルフェア名義でスパイ小説「モンティ・ナッシュ」シリーズを書いている。

## 著作（ジェサップ名義）
- 『英国情報部員－秘密作戦 Night Boat to Paris』
- 『砦のガンベルト Chuka』
- 『シンシナティ・キッド The Cincinnati Kid』
- 『さすらいの革命航路 The Hot Blue Sea』
- 『摩天楼の身代金 Threat』

## 著作（テルフェア名義）
- 『メダリオン作戦 The Bloody Medallion』（“モンティ・ナッシュ”シリーズ）
- 『秘密諜報員ジョン・ドレイクTarget for Tonight』
- 『コンプレックス作戦 The Corpse That Talked』（“モンティ・ナッシュ”シリーズ）
- 『ナイトスポット作戦Scream Bloody Murder』（“モンティ・ナッシュ”シリーズ）
- 『サッカー作戦 Good Luck, Sucker』（“モンティ・ナッシュ”シリーズ）
- 『アラビアン・ナイト作戦 The Slavers』（“モンティ・ナッシュ”シリーズ）